# Деловая репутация
Делова́я репута́ция — нематериальное благо, которое представляет собой оценку деятельности лица (как физического, так и юридического) с точки зрения его деловых качеств.
Деловая репутация организации — это разница между ценой покупки организации и её собственным капиталом.

## Понятие деловой репутации в российской деловой практике
Деловая репутация представляет собой своего рода «доброе имя» лица и учитывается в составе его нематериальных активов наряду с авторскими правами, ноу-хау и торговыми марками. Деловая репутация может быть как положительной, так и отрицательной.
Деловая репутация может оцениваться как качественными, так и количественными показателями. В качестве примера количественного показателя можно назвать стоимостную оценку деловой репутации, используемую в российской экономической практике при бухгалтерском учёте нематериальных активов: стоимость деловой репутации определяется как разница между текущей рыночной ценой, предлагаемой продавцу (владельцу) актива при приобретении предприятия как имущественного комплекса (в целом или его части), и стоимостью всех активов и обязательств по бухгалтерскому балансу на дату его покупки (приобретения), т. н. гудвилл (понятие используемое в зарубежной деловой практике).

## Гудвилл
Гудвилл (англ. Goodwill) — экономический термин, используемый в бухучёте, торговых операциях для отражения рыночной стоимости компании за вычетом балансовой стоимости собственного капитала. Гудвилл — это бренд фирмы, наработанные деловые связи, торговая марка, репутация фирмы в мире.

### Расчёт гудвилла
Гудвилл, возникающий в момент приобретения дочерней компании, рассчитывается как превышение справедливой стоимости возмещения, переданного контролирующим акционером, над его долей в справедливой стоимости чистых активов дочерней компании.

#### Расчёт гудвилла пропорциональным методом
Пропорциональный метод учитывает только гудвилл, приходящийся на контролирующего акционера. Упрощённым образом этот метод расчета гудвилла можно представить в виде следующей формулы:
Гудвилл = сумма инвестиции — сумма чистых активов дочерней компании * процент владения.
| Акционер приобрел 80 % акций дочерней компании за 500 руб. Стоимость чистых активов дочерней компании на момент приобретения составила 400 руб. | \| \| Расчёт \| Итого \| \| ------------------------------------ \| --------- \| ----- \| \| Инвестиции \| — \| 500 \| \| 80% чистых активов дочерней компании \| 400 * 80% \| (320) \| \| Гудвилл \| 500 - 320 \| 180 \| |       |
| | Расчёт | Итого |
| Инвестиции | — | 500   |
| 80% чистых активов дочерней компании | 400 * 80% | (320) |
| Гудвилл | 500 - 320 | 180   |

#### Расчёт гудвилла полным методом
Расчёт гудвилла полным методом предполагает сравнение справедливой стоимости дочерней компании со всей суммой её чистых активов, а не только её частью, приходящейся на долю контролирующего акционера.
При этом, справедливая стоимость дочерней компании равняется сумме:
- справедливой стоимости инвестиций контролирующего акционера и
- справедливой стоимости доли неконтролирующих акционеров (ДНА).

Упрощенно такой метод расчета можно представить в виде следующей формулы:
Гудвилл = (инвестиция контролирующего акционера + ДНА) — чистые активы дочерней компании.
В отличие от пропорционального метода, полный метод отражает гудвилл, относящийся к дочерней компании в целом, то есть гудвилл как контролирующего так и неконтролирующего акционера.
| Акционер приобрел 80% акций дочерней компании за 500 руб. Стоимость чистых активов дочерней компании на момент приобретения составила 400 руб. ДНА в дочерней компании составила 100 руб. | \| \| Расчёт \| Итого \| \| ------------------------------- \| ----------- \| ----- \| \| Инвестиции \| — \| 500 \| \| ДНА \| — \| 100 \| \| Чистые активы дочерней компании \| — \| (400) \| \| Гудвилл \| 500+100-400 \| 200 \| |       |
| | Расчёт | Итого |
| Инвестиции | — | 500   |
| ДНА | — | 100   |
| Чистые активы дочерней компании | — | (400) |
| Гудвилл | 500+100-400 | 200   |

### Обесценивание гудвилла

#### Обесценение: основные принципы
Обесценение необходимо отражать, если балансовая стоимость (carrying value) актива больше его возмещаемой стоимости (recoverable value). Возмещаемая стоимость — это большая из двух стоимостей: чистой стоимости реализации или ценности в использовании.
Чистая стоимость реализации (net realizable value, fair value less costs to sell) — это разность между ожидаемой ценой реализации за вычетом предполагаемых затрат, связанных с реализацией.
Ценность в использовании (value in use)- это стоимость актива, рассчитанная путем дисконтирования будущих денежных поступлений от использования актива, с учётом затрат по его ликвидации.
Таким образом, возмещаемая стоимость, это сумма, которую компания предполагает получить либо от продажи, либо от использования актива. Концепция обесценения состоит в том, что балансовая стоимость не может превышать возмещаемую.
Расчет убытка от обесценения сводится к следующим шагам:
1. Определяем, что больше: чистая стоимость реализации или ценность в использовании.
2. Сравниваем большую сумму (возмещаемую стоимость) с балансовой стоимостью.
3. Если балансовая стоимость меньше возмещаемой, обесценения нет. Если балансовая стоимость больше возмещаемой, их разница и будет убытком от обесценения.

Расчёт убытка от обесценения
| Балансовая стоимость актива — 800 дол. Предполагаемая цена продажи — 610 дол.., связанные с продажей расходы — 10 дол. (таким образом чистая стоимость реализации — 600 дол.) Оценка дисконтированных денежных потоков от использования актива на протяжении срока его эксплуатации (ценность в использовании) — 750 дол. Таким образом, возмещаемая стоимость принимается в сумме 750 дол. (выбираем большее). Балансовая стоимость больше возмещаемой, поэтому необходимо признать убыток от обесценения и соответственно уменьшить балансовую стоимость актива. Актив не переоценивался. |                       | долл. |
| Балансовая стоимость актива — 800 дол. Предполагаемая цена продажи — 610 дол.., связанные с продажей расходы — 10 дол. (таким образом чистая стоимость реализации — 600 дол.) Оценка дисконтированных денежных потоков от использования актива на протяжении срока его эксплуатации (ценность в использовании) — 750 дол. Таким образом, возмещаемая стоимость принимается в сумме 750 дол. (выбираем большее). Балансовая стоимость больше возмещаемой, поэтому необходимо признать убыток от обесценения и соответственно уменьшить балансовую стоимость актива. Актив не переоценивался. | Балансовая стоимость  | 800   |
| Балансовая стоимость актива — 800 дол. Предполагаемая цена продажи — 610 дол.., связанные с продажей расходы — 10 дол. (таким образом чистая стоимость реализации — 600 дол.) Оценка дисконтированных денежных потоков от использования актива на протяжении срока его эксплуатации (ценность в использовании) — 750 дол. Таким образом, возмещаемая стоимость принимается в сумме 750 дол. (выбираем большее). Балансовая стоимость больше возмещаемой, поэтому необходимо признать убыток от обесценения и соответственно уменьшить балансовую стоимость актива. Актив не переоценивался. | Возмещаемая стоимость | (750) |
| Балансовая стоимость актива — 800 дол. Предполагаемая цена продажи — 610 дол.., связанные с продажей расходы — 10 дол. (таким образом чистая стоимость реализации — 600 дол.) Оценка дисконтированных денежных потоков от использования актива на протяжении срока его эксплуатации (ценность в использовании) — 750 дол. Таким образом, возмещаемая стоимость принимается в сумме 750 дол. (выбираем большее). Балансовая стоимость больше возмещаемой, поэтому необходимо признать убыток от обесценения и соответственно уменьшить балансовую стоимость актива. Актив не переоценивался. | Убыток от обесценения | 50    |

Сделаем соответствующие проводки:
Дебет «Убытки от обесценения» — 50
Кредит «Актив» — 50
Так как актив не переоценивался, обесценение списывается на убытки (в противном случае, оно бы списалось за счет резерва переоценки).
Если возмещаемая стоимость превышает балансовую, никаких проводок делать не нужно, так как не существует такого понятия, как «прибыль от обесценения».
Проверка на обесценение проводится в том случае, если известны обстоятельства, указывающие на его вероятность. Примеры таких обстоятельств (индикаторов) приведены в МСБУ 36 «Обесценение активов»:
внешние:
- снижение рыночной стоимости;
- негативные изменения в технологии, рынках, экономике, законодательстве;
- увеличение рыночной ставки процента;
- снижение цены акций компании (ниже балансовой);

внутренние:
- устаревание, повреждение актива;
- актив связан с процессом реструктуризации или удерживается для продажи;
- худшие экономические показатели от использования актива, чем ожидалось.